# Centralförbundet för barnskydd
Centralförbundet för barnskydd (finska: Lastensuojelun Keskusliitto) är en finländsk organisation med syfte att främja och utveckla samarbetet mellan barnskyddsorganisationerna, kommunerna och de statliga myndigheterna. 
Förbundet, som grundades 1937 och har sitt säte i Helsingfors, är en påtryckningsorganisation som för barnets talan i samhällspolitiken, representerar den samfällda expertisen inom barnskyddet och främjar utvecklingen inom detta. Förbundet bedriver utbildnings- och publikationsverksamhet, upprätthåller ett bibliotek (vetenskapligt centralbibliotek för området, 12 000 band 2002) och utger specialtidskriften Lapsen Maailma (grundad 1938). År 1987 inrättades ITLA, en stipendiefond för barn- och barnskyddsforskning. Anslutna till förbundet var 2001 85 sammanslutningar och 33 kommuner. Statsmakten är representerad i dess styrelse.